# Micramma croceicosta
Micramma croceicosta är en fjärilsart som beskrevs av William Schaus 1916. Micramma croceicosta ingår i släktet Micramma och familjen nattflyn. Inga underarter finns listade i Catalogue of Life.